# Димитар Басарбовски
Преподобни Димитар Басарбовски је светитељ којег поштују Бугарска, Румунска и Руска православна црква. Пајсије Хиландарац у својој „Историји славенобугарској” указује на 1685. годину као вероватну годину његове смрти. Био је пастир као Букуре, легендарни оснивач Букурешта.
Свети Димитар Нови (како га зову у Румунији) проглашен је за заштитника Букурешта 1792. године, за време митрополита Филарета II (1792-1793). Патријарх Јустинијан Марина прогласио је канонизацију Светог Димитрија 27. октобра 1955. године.